# 屏東縣政府警察局
屏東縣政府警察局，為屏東縣最高警察行政機關，隸屬於內政部警政署及屏東縣政府，負責全縣治安維護及警察行政、人事、教育及訓練等業務。

## 業務單位
- 行政科
- 保安科
- 訓練科
- 後勤科
- 外事科
- 防治科
- 鑑識科
- 法制科

## 輔助單位
- 秘書科
- 督察科
- 人事室
- 會計室
- 資訊科
- 保防科
- 公共關係科
- 政風室

## 直屬勤務單位
- 保安警察隊
- 交通警察隊
- 少年警察隊
- 婦幼警察隊
- 刑事警察大隊
- 民防管制中心
- 勤務指揮中心

## 派駐勤務單位
該局共設有7個分局、26個分駐所、57個派出所、1個檢查所。
- 屏東分局（3個分駐所、13個派出所）
  - 屏東市：
    - 海豐派出所
    - 建國派出所
    - 大同派出所
    - 民族派出所
    - 民和派出所
    - 民生派出所
    - 公館派出所
    - 歸來派出所
    - 崇蘭派出所

  - 長治鄉：
    - 長治分駐所
    - 繁華派出所
    - 德協派出所

  - 萬丹鄉：
    - 萬丹分駐所
    - 新鐘派出所
    - 社皮派出所

  - 麟洛鄉
    - 麟洛分駐所
- 里港分局（5個分駐所、10個派出所、1個檢查所）
  - 里港鄉：
    - 大平派出所
    - 三和派出所

  - 九如鄉
    - 九如分駐所

  - 高樹鄉：
    - 高樹分駐所
    - 新南派出所
    - 泰山派出所
    - 舊寮派出所

  - 鹽埔鄉：
    - 鹽埔分駐所
    - 新圍派出所
    - 振興派出所

  - 三地門鄉：
    - 口社派出所
    - 青山派出所
    - 德文派出所
    - 三德檢查所
    - 三地門分駐所

  - 霧臺鄉：
    - 霧臺分駐所
- 內埔分局（3個分駐所、7個派出所）
  - 內埔鄉：
    - 內埔派出所
    - 龍泉派出所
    - 新北勢派出所

  - 萬巒鄉：
    - 萬巒分駐所
    - 佳佐派出所
    - 赤山派出所

  - 瑪家鄉：
    - 瑪家分駐所
    - 佳義派出所

  - 泰武鄉：
    - 泰武分駐所
    - 忠孝派出所
- 潮州分局（3個分駐所、7個派出所）
  - 潮州鎮：
    - 光華派出所
    - 四林派出所
    - 中山路派出所

  - 竹田鄉：
    - 竹田分駐所
    - 泗洲派出所
    - 西勢派出所

  - 新埤鄉：
    - 新埤分駐所
    - 餉潭派出所

  - 來義鄉：
    - 來義分駐所
    - 南和派出所
- 東港分局（5個分駐所、4個派出所）
  - 東港鎮：
    - 東濱派出所
    - 東港派出所
    - 大鵬灣派出所

  - 林邊鄉：
    - 林邊分駐所

  - 南州鄉：
    - 南州分駐所

  - 崁頂鄉：
    - 崁頂分駐所

  - 新園鄉：
    - 新園分駐所
    - 興龍派出所

  - 琉球鄉：
    - 琉球分駐所
- 枋寮分局（4個分駐所、9個派出所）
  - 枋寮鄉：
    - 東海派出所
    - 建興派出所
    - 枋寮派出所

  - 獅子鄉：
    - 獅子分駐所
    - 草埔派出所
    - 內獅派出所

  - 春日鄉：
    - 春日分駐所
    - 歸崇派出所

  - 枋山鄉：
    - 枋山分駐所
    - 楓港派出所
    - 加祿派出所

  - 佳冬鄉：
    - 佳冬分駐所
    - 石光派出所
- 恆春分局（3個分駐所、7個派出所）
  - 恆春鎮：
    - 建民派出所
    - 墾丁派出所
    - 龍水派出所
    - 仁壽派出所

  - 牡丹鄉：
    - 牡丹分駐所
    - 旭海派出所

  - 滿州鄉：
    - 滿州分駐所
    - 九棚派出所
    - 長樂派出所

  - 車城鄉：
    - 車城分駐所

## 歷任局長
歷任局長任職日期如下：
- 黃麗川（1950年11月1日－1954年7月29日）
- 李道和（1954年7月30日－1956年8月19日）
- 周良輔（1956年8月20日－1959年1月10日）
- 溫應水（1959年1月11日－1963年7月31日）
- 曹極（1963年8月1日－1964年10月6日）
- 陳英侯（1964年10月7日－1968年6月2日）
- 吳維和（1968年6月3日－1973年5月17日）
- 李慶培（1973年5月18日－1974年11月21日）
- 曾業典（1974年11月22日－1976年4月5日）
- 周德標（1976年4月6日－1978年6月30日）
- 劉文濤（1978年7月1日－1981年3月7日）
- 孔祥華（1981年3月8日－1982年3月15日）
- 盧毓鈞（1982年3月16日－1984年7月31日）
- 張鵬程（1984年8月1日－1986年4月30日）
- 魏境（1986年5月1日－1988年2月29日）
- 張咸武（1988年3月1日－1989年12月15日）
- 王進旺（1989年12月16日－1991年5月9日）
- 楊子敬（1991年5月10日－1993年1月13日）
- 謝秀能（1993年1月14日－1995年3月31日）
- 杜仁德（1995年4月1日－1997年2月28日）
- 于建中（1998年3月1日－2000年9月7日）
- 何海民（2000年9月8日－2004年7月31日）
- 洪春木（2004年8月1日－2007年1月31日）
- 陳家欽（2007年2月1日－2008年11月30日）
- 宋孔慨（2008年12月1日－2010年6月16日）
- 朱正倫（2010年6月17日－2012年12月17日）
- 林金郎（2012年12月18日－2014年8月31日）
- 陳國進（2014年9月1日－2015年9月14日）
- 方仰寧（2015年9月15日－2017年2月20日）
- 江雅文（2017年2月21日－2018年7月15日）
- 葉明潭（2018年7月16日－2020年6月21日）
- 李文章（2020年6月22日－2021年8月23日）
- 劉印宮（2021年8月24日－2023年1月15日）
- 蔡文峰（2023年1月16日－）

## 外部連結
- 屏東縣警察局全球資訊網 （页面存档备份，存于）
- 屏東縣警察局臉書粉絲團的Facebook專頁